# Первоцвет пушистый
Первоцвет пушистый или первоцвет опушённый (лат. Primula × pubescens) — травянистое многолетние растение, естественный гибрид первоцвета ушковидного (Primula auricula) c первоцветом жёстковолосистым (Primula hirsuta All.), который использовался как декоративное растение по крайней мере с XVI века. Культивируется в садах веками. Сорта, созданные путём селекции, в практическом садоводстве обобщаются под названием садовые аурикулы, под которыми понимаются сорта двух таксонов: и Primula auricula, и Primula × pubescens.
Аурикулы неплохо чувствуют себя в открытом грунте в условиях средней полосы России, за исключением сортов класса «выставочные» аурикулы.

## Описание
Вечнозеленое, многолетнее травянистое растение с корневищем и достигает высоты от 10 до 30 сантиметров. Образует прикорневые розетки светло-зеленых, несколько мясистых, сидячих листьев с перистыми жилками или с одной жилкой. Они имеют неглубокие зазубрины по краю и часто покрыты крошечными стираемыми волосками («мука», «мучной налёт»). Прилистники отсутствуют.
Соцветие зонтиковидное. Гермафродитные, радиально-симметричные, пятилепестковые цветки на цветоносе. Чашка круглая. Трубка венчика длиннее её края, но не сужена кверху. Доли венчика на 1/3 двулопастные. Венчики обычно двухцветные, у дикого вида светло-жёлтые внутри и красные снаружи; в культурных формах они могут быть белого, жёлтого, розового, алого или пурпурного цвета. Плодолистики сливаются в верхнюю завязь. Формируется коробчатый плод .
Период цветения длится с начала апреля до середины мая, возможно позже в естественной среде обитания.

## Ареал
Естественный гибрид известен из Альп и других гор, где находят местонахождения родительских видов. В немецких Альпах его раньше находили в Альгой, Аммергебирге и на Бенедиктенванде, но теперь он считается утерянным. Он известен из Белчена в Шварцвальде.

## Ботаническая история и использование аурикул
Происходят ли многочисленные садовые разновидности от дикорастущего первоцвета ушковидного или от природного гибрида — неизвестно. Первоначально первоцвет ушковидный начали разводить в Англии в XVI веке, в XVII веке разведение его перешло в Голландию, откуда англичане стали приобретать уже видоизменённых потомков растения, заимствованного из Англии.
В Англию, скорее всего, вид был завезён беженцами с континента во второй половине XVI века. Они поселились в значительной степени в Ланкашире, Йоркшире и окрестностях Лондона — районах, которые в последующие годы были главными центрами выращивания аурикул. К концу века растение прочно обосновалось в Англии, а в последние годы его существования первое английское описание было опубликовано в Gerarde's Herball в 1597 году. Тогда вид был известен ботаникам как Auricula ursi, перевод популярного названия Beares Eares, в то время как другим широко используемым названием было Mountain Cowslip.
В 1648 году в Оксфордском ботаническом саду выращивали пурпурный сорт Primula auricula и сорт с пурпурной полосой. К 1658 году в Саду было девять сортов, цвет которых варьировался от рыжевато-коричневого, жёлтого и алого до пурпурного и фиолетового.
Линней, который, возможно, видел экземпляры гибрида во время учёбы в Голландии, не назвал его конкретно. Первое современное описание принадлежит Николаусу Йозефу фон Жакину, который также опубликовал цветную иллюстрацию. Гибрид впервые был признан Антоном Кернером фон Марилауном. Однако самое древнее упоминание и иллюстрацию можно найти у Карла Клузиуса, который перечислил её как Auricula ursi II («медвежье ухо II»). Помимо того, что растение было найдено в нескольких местах в Альпах, он знал это растение из венского сада доктора Иоганна Айхольца, который был его другом. Клузиус отправил растения в Нидерланды, откуда аурикула быстро распространилась по Европе.
В XVIII и XIX веках садовые аурикулы стали одними из самых популярных растений, собранных членами английских Садовых обществ. Благодаря компактному размеру, они являются удобным объектом для коллекционирования, создания коллекционных садов. Выращивание аурикул стало для некоторых навязчивой идеей, поскольку общества флористов начали проявлять к ним интерес. Были выведены сотни сортов, поскольку богачи (или, что более вероятно, их садовники) и рабочий класс вывели сорта аврикул, воспользовавшись двумя появившимися мутациями.

Некоторые ботаники восхищались тем, как цветоводы превратили диких предков аурикулы в садовые цветы: «В своем диком состоянии она… не привлекает внимания своей красотой… Искусство доводит до конца все остальное». Однако шведский ботаник Карл Линней выразил гораздо меньше признательности: «Эти люди развивают науку, присущую им самим, тайны которой известны только адептам; и такое знание не может стоить внимания ботаника; поэтому пусть ни один здравомыслящий ботаник никогда не вступит в их общества».

Ботанические иллюстрации
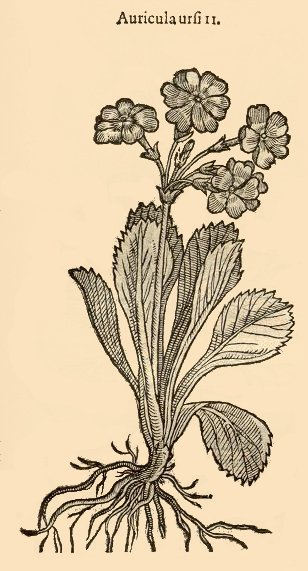
Иллюстрация Карла Клузиуса (1601) в виде Auricula ursi II
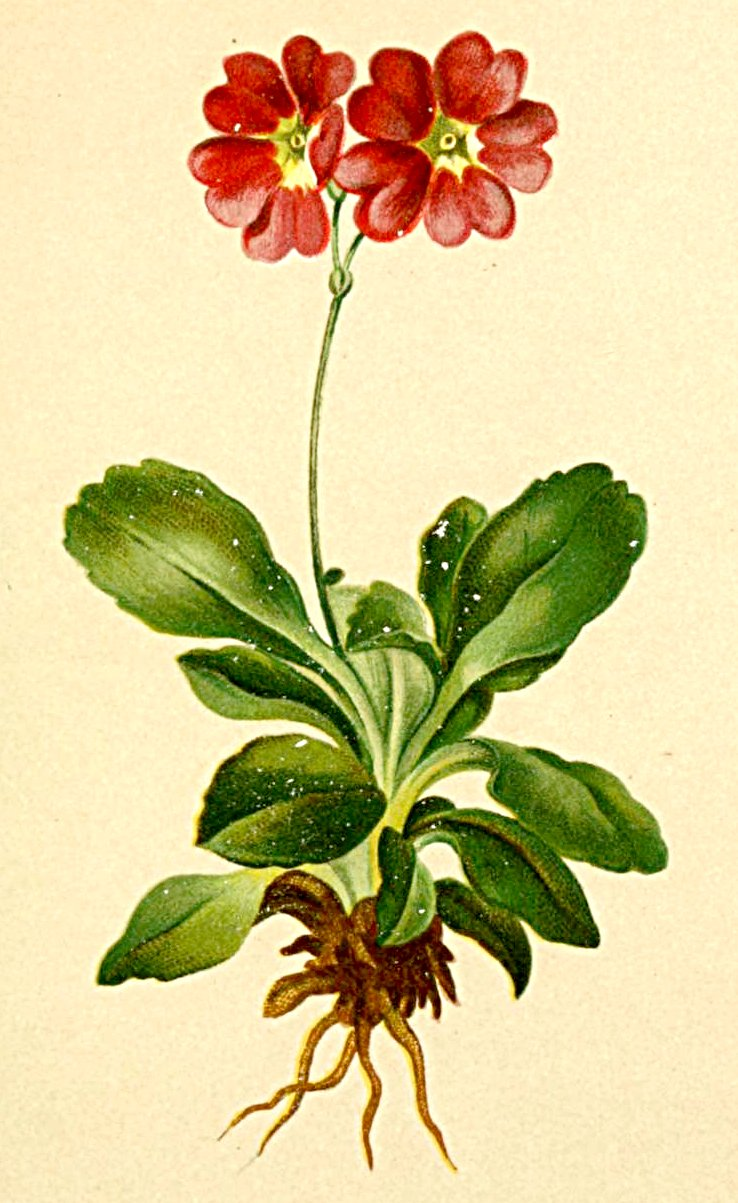
Primula pubescens Иллюстрация в  Атлас альпийской флоры (1882)
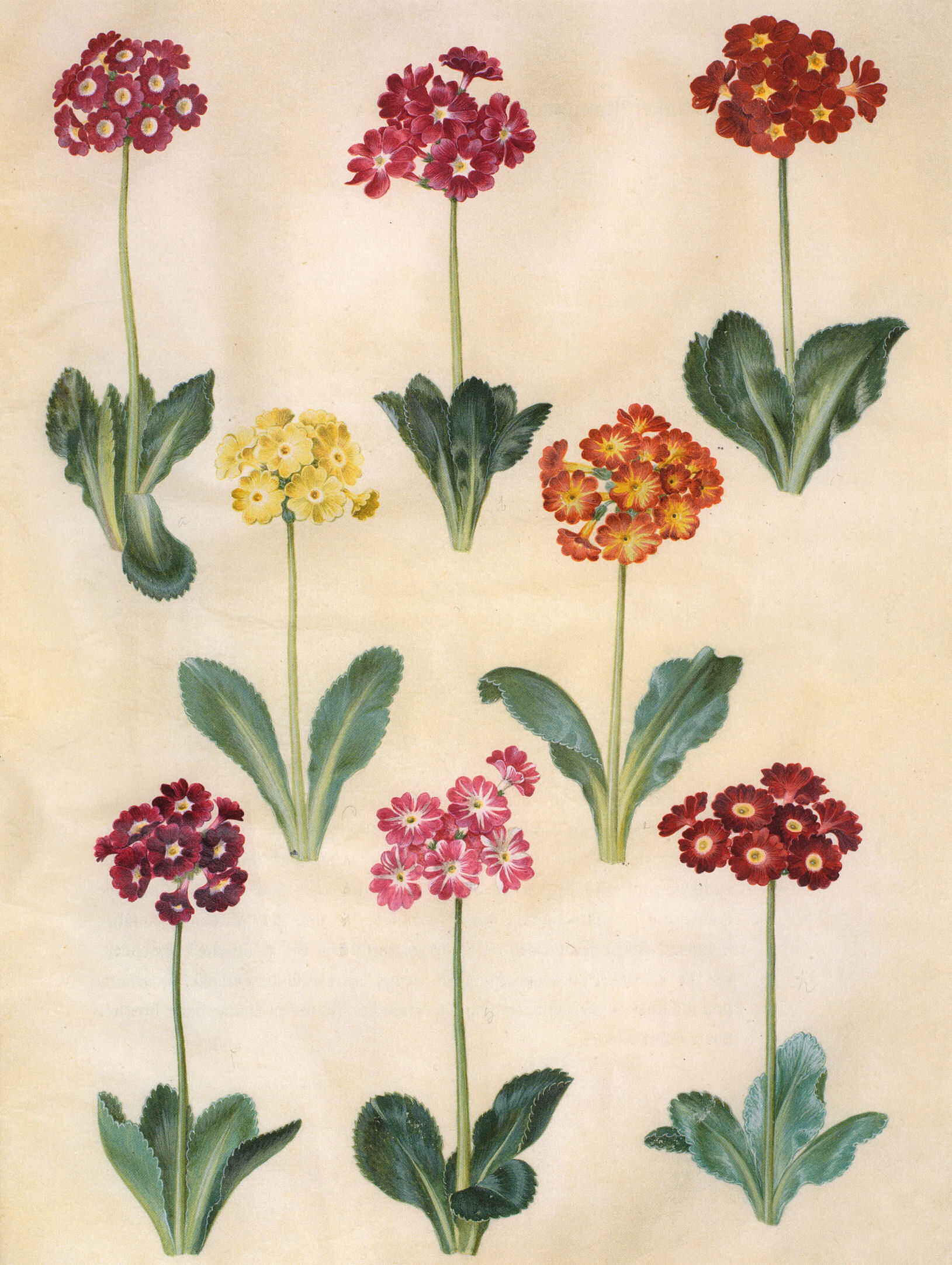
Старые сорта XVII века
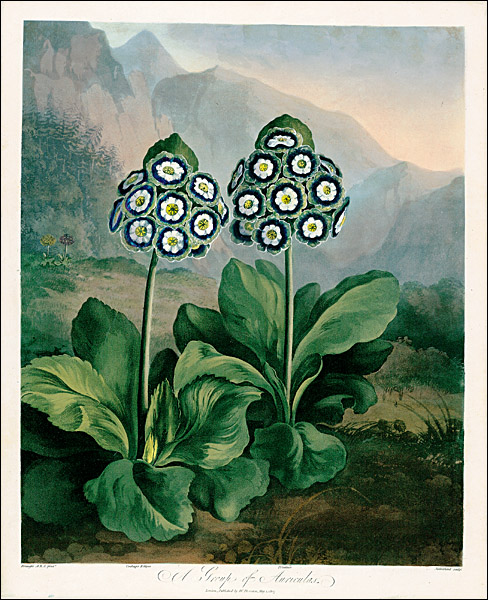
Dr. Robert John Thornton. The Temple of Flora (1797—1810)
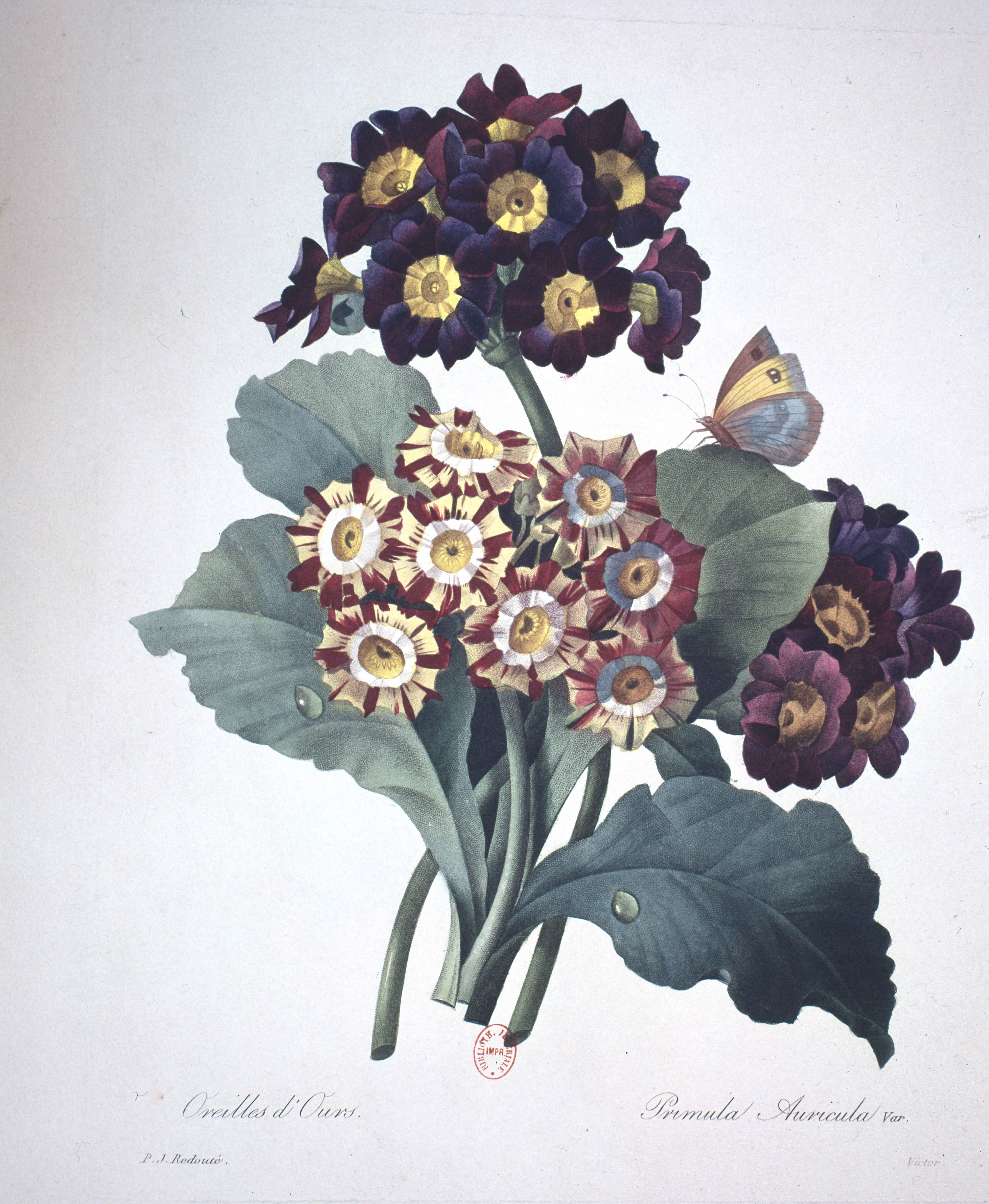
Ботаническая иллюстрация сортов аурикул. Пьер-Жозеф Редуте
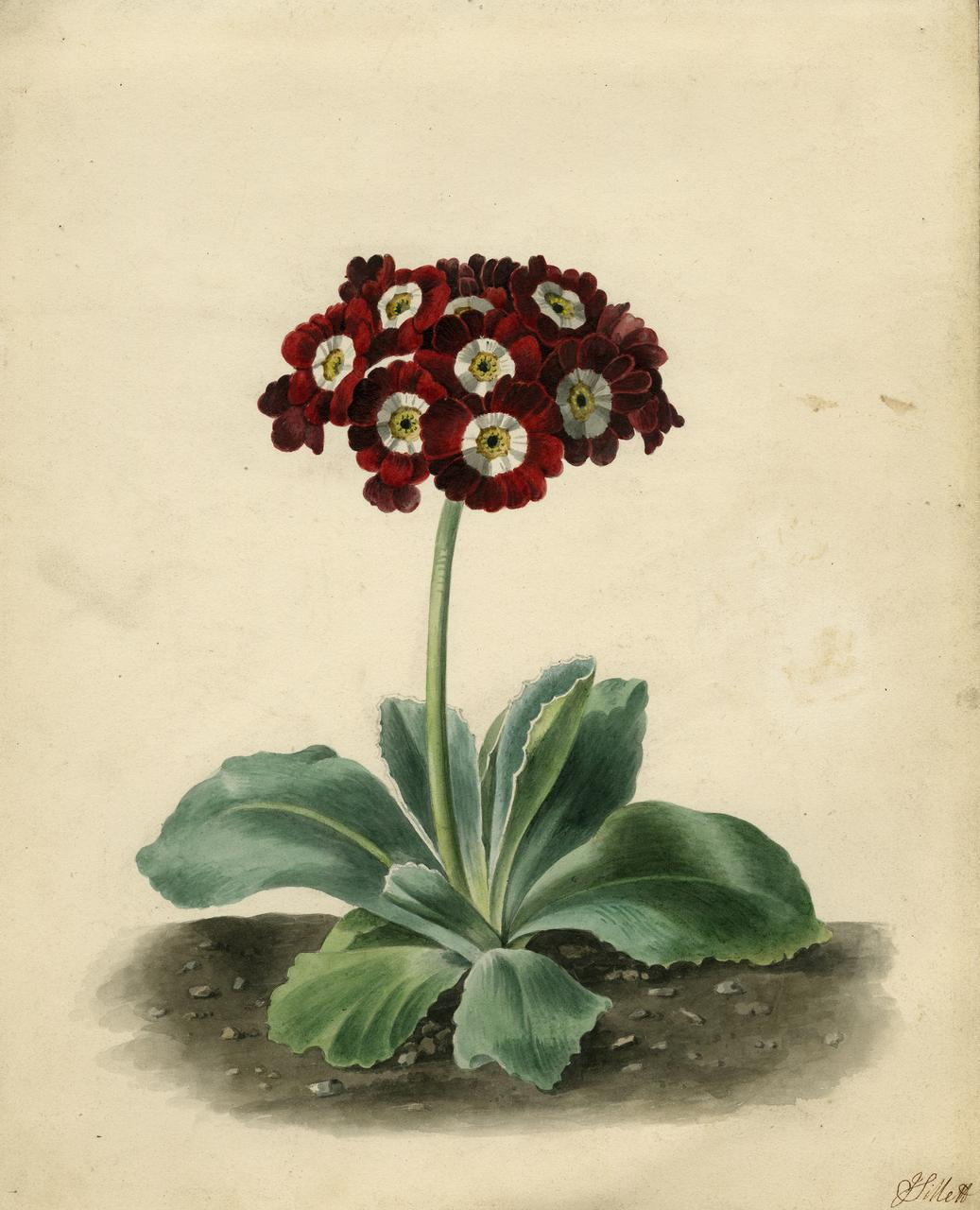
Джеймс Силлетт. Merry's Pompadour Auricula (без даты), карандаш и акварель (с гуммиарабиком) на бумаге, коллекции музеев Норфолка
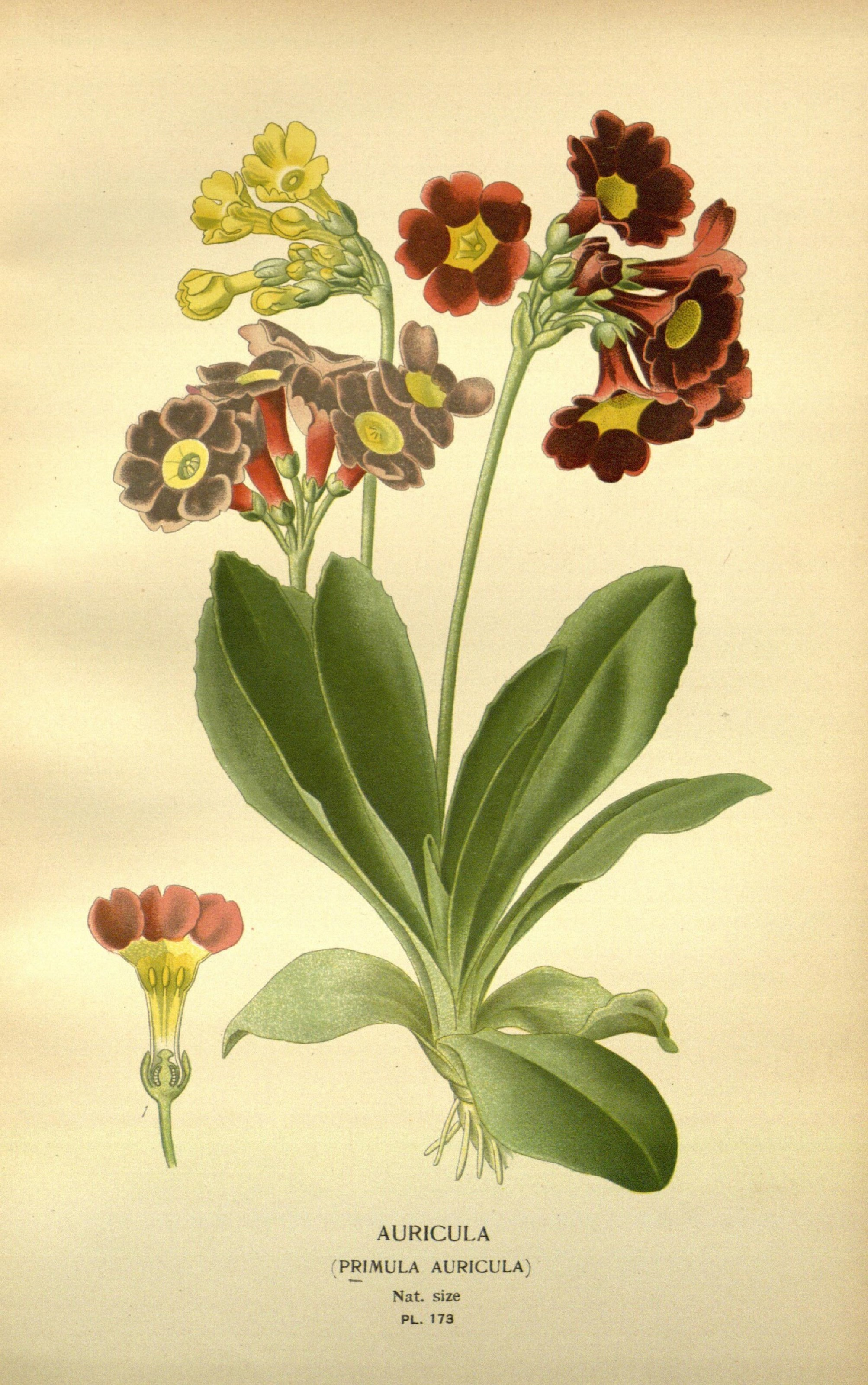

Появился термин «театр растений» (англ. Plant theatres), который часто используется в отношении аврикул, что связано с тем, что производители традиционно выставляли аурикулы на многоярусных подставках для растений в красивых терракотовых горшках. Весной цветущие экземпляры растений выставляются в «театрах» или на стеллажах, а в летние месяцы их убирают в менее заметное и тенистое место. 
В XIX веке его в основном экспортировали в Германию голландские и фламандские коммерческие садоводы. Первый расцвет в разведении садовых аурикул был достигнут в Англии около 1750 г., когда были выведены разновидности с зелёными и серыми краями. Там так называемая выставочная аурикула до сих пор является одним из традиционных «цветов флористов», выращиваемых в горшках, в то время как их выращивание на континенте зашло в тупик. Садовые аурикулы, предлагаемые сегодня в Германии, имеют мало общего с выставочными. В отличие от горшечных, садовые аурикулы  считаются простыми в содержании, но требуют регулярного деления.

## Классификация сортов

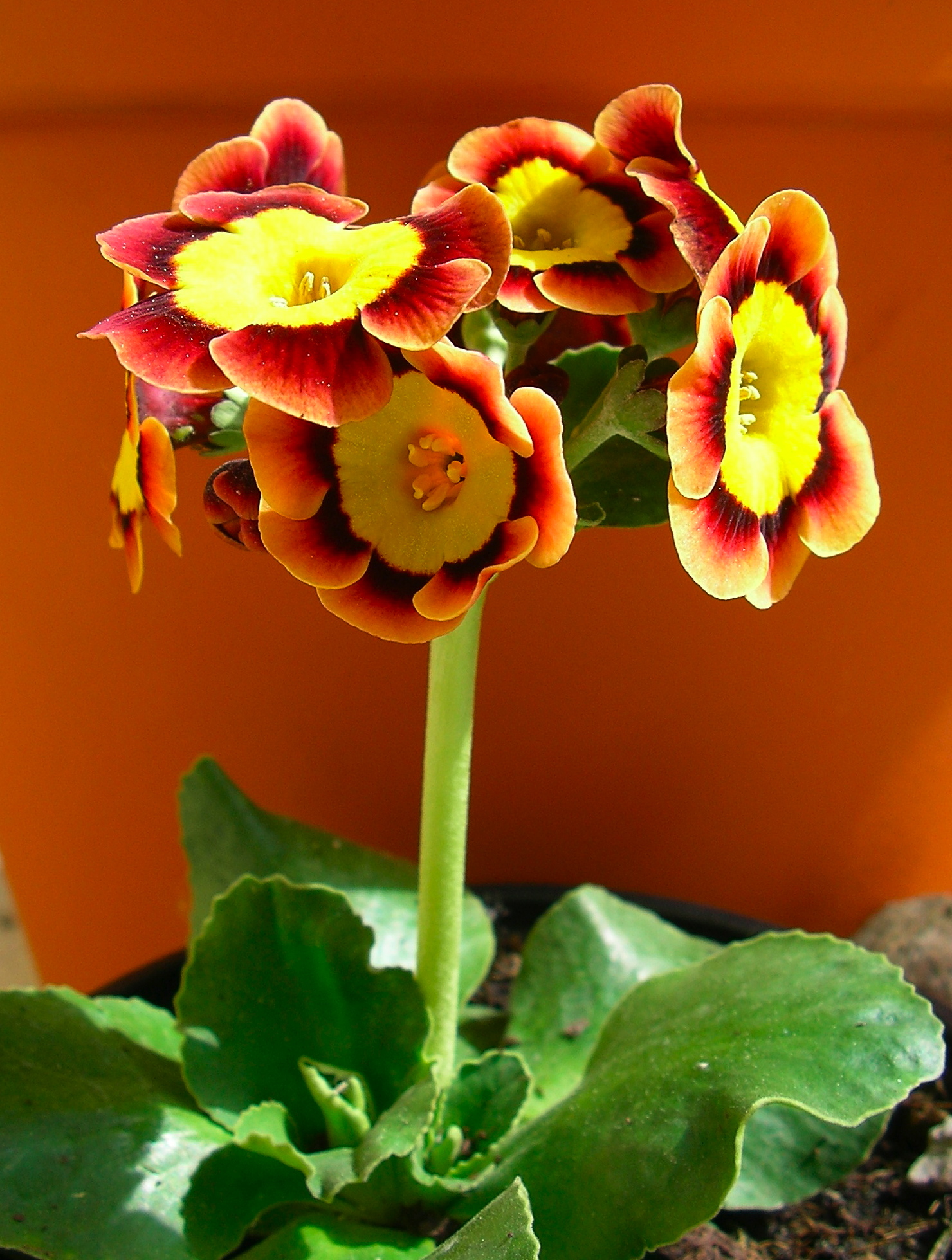

Для классификации зарубежных сортов аурикул традиционно пользуются именно английской классификацией. Согласно английской классификации, выделяют 4 типа аурикул:
1. Show («выставочные») аурикулы. Самые сложные в выращивании. Все эти группы шоу-аурикул на практике оказались неподходящими даже для условий средней полосы России. С вою очередь подразделяются на:
  1. Self («одноцветные») — лепестки одного цвета,
  2. Edged (окаймленные) — очень обильно покрыты фариной, иногда их ещё подразделяют на аурикулы с серым, белым и зелёным краем,
  3. Fancy («фантазийные») —  сочетание чёрного, красного, жёлтого и других цветов с зелёным или серым краем,
  4. Striped («полосатые») — полосатые лепестки с любыми комбинациями цветов.
2. Alpin («альпийские») аурикулы — цветки с жёлтым (Gold centred) или светлым (Light centred) центром, за которым на лепестках следует более тёмная зона, а далее — контрастный светлый край.
3. Borders («бордюрные» или «садовые») аурикулы — растения с крупными волнистыми лепестками, чаще однотонные, достаточно жизнестойкие, что следует из названия группы и её происхождения.
4. Double (махровые) аурикулы —  от полумахровых до густомахровых аурикул всех возможных цветов.